# (4488) Tokitada
(4488) Tokitada (1987 UK) – planetoida z pasa głównego asteroid okrążająca Słońce w ciągu 3,22 lat w średniej odległości 2,18 j.a. Odkryta 21 października 1987 roku.